# Гриньи, Николя де
Николя де Гриньи (фр. Nicolas de Grigny, крещён 8 сентября 1672, Реймс — 30 ноября 1703) — французский органист и композитор.
Родился в Реймсе в начале сентября 1672 года. В роду де Гриньи было много музыкантов: дедушка и дядя будущего композитора оба служили органистами в местных храмах, а отец работал органистом знаменитого Реймсского собора. В 1693—1695 годах Николя обучался в Париже у Николя Лебега и занимал место органиста в аббатстве Сен-Дени. В 1695 году композитор женился на дочери парижского купца и вскоре вместе с женой уехал в Реймс, где к концу 1697 года занял место своего отца в соборе. В 1699 году вышла в свет Premier livre d’orgue, коллекция органных произведений де Гриньи. В 1703 году 31-летний композитор начал совмещать работу в соборе с работой в одной из маленьких церквей Реймса, и в том же году скоропостижно скончался. Жена де Гриньи пережила мужа и способствовала переизданию Premier livre d’orgue в 1711 году.
Творчество де Гриньи представляет собой одну из кульминаций французской органной традиции XVII века. В Первую книгу для органа (фр. Premier livre d’orgue) вошли одна органная месса и версеты пяти гимнов (Veni creator Spiritus, Pange lingua, Verbum supernum, Ave maris stella, A solis ortu). Вся музыка выполнена в стандартных для той традиции полифонических формах — прелюдиях, фугах, дуэтах, трио, и т. д. — однако произведения де Гриньи отличаются большей сложностью полифонии (де Гриньи культивировал жанр пятиголосной фуги) и повышенными требованиями к исполнителю, особенно в том, что касается использования педали. Premier livre d’orgue стала известна и в других странах Европы: Иоганн Себастьян Бах собственноручно скопировал для личного пользования весь том, а следом за ним то же самое проделал Иоганн Готфрид Вальтер.